# Dzmitryj Mialeszka
Dzmitryj Wiktarawicz Mialeszka, błr. Дзмітрый Віктаравіч Мялешка, ros. Дмитрий Викторович Мелешко - Dmitrij Wiktorowicz Miełeszko (ur. 8 listopada 1982 w Mińsku) – białoruski hokeista, reprezentant Białorusi, olimpijczyk.

## Kariera
- Junost' Mińsk (2000-2001)
- HK Kieramin Mińsk (2001-2005)
- Saławat Jułajew Ufa (2005-2007)
- Spartak Moskwa (2007-2008)
- Sibir Nowosybirsk (2008)
- Dynama Mińsk (2008-2016)
  -  HK Szachcior Soligorsk (2009)
- Junost' Mińsk (2016-)

Wychowanek Junosti Mińsk. Od 2008 zawodnik Dynama Mińsk. W 2011 i 2012 przedłużał kontrakt z klubem o rok, zaś od połowy 2013 związany dwuletnim kontraktem. Od 2013 do 2016 był kapitanem drużyny. Odszedł z Dynama Mińsk po sezonie KHL (2015/2016). Od lipca 2016, po 15 latach, ponownie zawodnik Junostii.
Uczestniczył w turniejach o mistrzostw świata w 2005, 2006, 2007, 2008, 2009, 2010, 2011, 2012, 2013 oraz był w ekipie Białorusi na zimowych igrzyskach olimpijskich 2010.

## Sukcesy
Klubowe
- Złoty medal mistrzostw Białorusi: 2002 z Keraminem
- Srebrny medal mistrzostw Białorusi: 2003, 2004, 2005 z Keraminem
- Puchar Białorusi: 2002 z Keraminem
- Mistrzostwo Wschodnioeuropejskiej Ligi Hokejowej: 2003, 2004 z Keraminem
- Puchar Spenglera: 2009 z Dynama